# 10기 MBC 제왕전
10기 MBC 제왕전은 문화방송이 주최하고 TV 속기전이 참가한 국내 TV속기 바둑 기전이다. 결승에서는 이창호 五단이 유창혁 五단을 2대 0로 꺾고 2연패와 통산 2회 우승을 차지했다.

## 출전 기사 명단

### 결승전
| 결승전 |             |   |  |  |  |  |
|        |             |   |  |  |  |  |
|        |             |   |  |  |  |  |
|        | 이창호 五단 | 2 |  |  |  |  |
|        | 유창혁 五단 | 0 |  |  |  |  |

## 대국 결과
| 대진        | 연도   | 대국일자  | 승자            | 패자            | 결과              | 기보 |
| ----------- | ------ | --------- | --------------- | --------------- | ----------------- | ---- |
| 승자 16강전 | 1991년 | 10월 23일 | 서능욱 九단     | 김철중 初단     | 203수 흑 불계승   |      |
| 승자 16강전 | 1991년 | 10월 23일 | 박상돈 六단     | 차수권 初단     | 206수 백 불계승   |      |
| 승자 16강전 | 1991년 | 10월 28일 | 강훈(大) 七단   | 서봉수 九단     | 257수 백 2집반승  |      |
| 승자 16강전 | 1991년 | 10월 28일 | (故)임선근 七단 | 양상국 七단     | 270수 흑 7집반승  |      |
| 승자 16강전 | 1991년 | 11월 11일 | 유창혁 五단     | (故)오송생 九단 | 266수 백 1집반승  |      |
| 승자 16강전 | 1991년 | 11월 11일 | 이창호 五단     | 김일환 六단     | 157수 흑 불계승   |      |
| 승자 16강전 | 1991년 | 11월 25일 | 노준환 初단     | 김영환 二단     | 171수 흑 불계승   |      |
| 승자 16강전 | 1991년 | 11월 25일 | 문명근 六단     | 김준영 初단     | 272수 백 6집반승  |      |
| 패자 1회전  | 1991년 | 12월 9일  | 서봉수 九단     | 차수권 初단     | 237수 백 5집반승  |      |
| 패자 1회전  | 1991년 | 12월 9일  | 김철중 初단     | 양상국 七단     | 228수 백 19집반승 |      |
| 패자 1회전  | 1991년 | 12월 23일 | 김일환 六단     | 김영환 二단     | 121수 흑 불계승   |      |
| 패자 1회전  | 1992년 | 1월 6일   | 오송생 九단     | 김준영 初단     | 208수 백 4집반승  |      |
| 승자 8강전  | 1991년 | 12월 23일 | 강훈(大) 七단   | 문명근 七단     | 208수 백 불계승   |      |
| 승자 8강전  | 1992년 | 1월 6일   | 이창호 五단     | 서능욱 九단     | 196수 흑 11집반승 |      |
| 승자 8강전  | 1992년 | 1월 29일  | (故)임선근 七단 | 노준환 二단     | 256수 백 2집반승  |      |
| 승자 8강전  | 1992년 | 2월 17일  | 유창혁 五단     | 박상돈 六단     | 264수 백 11집반승 |      |
| 패자 2회전  | 1992년 | 1월 29일  | 김철중 初단     | 문명근 七단     | 239수 백 2집반승  |      |
| 패자 2회전  | 1992년 | 2월 17일  | 서봉수 九단     | 노준환 二단     | 262수 백 불계승   |      |
| 패자 2회전  | 1992년 | 3월 2일   | 서능욱 九단     | (故)오송생 九단 | 227수 흑 불계승   |      |
| 패자 2회전  | 1992년 | 3월 2일   | 김일환 六단     | 박상돈 六단     | 231수 흑 불계승   |      |
| 패자 3회전  | 1992년 | 3월 16일  | 서능욱 九단     | 서봉수 九단     | 264수 백 13집반승 |      |
| 패자 3회전  | 1992년 | 3월 16일  | 김철중 初단     | 김일환 六단     | 234수 백 불계승   |      |
| 승자 준결승 | 1992년 | 3월 30일  | 이창호 五단     | 강훈(大) 七단   | 259수 흑 6집반승  |      |
| 승자 준결승 | 1992년 | 3월 30일  | 유창혁 五단     | (故)임선근 六단 | 274수 백 21집반승 |      |
| 패자 4회전  | 1992년 | 4월 20일  | 강훈(大) 七단   | 김철중 初단     | 254수 백 반집승   |      |
| 패자 4회전  | 1992년 | 4월 20일  | (故)임선근 六단 | 서능욱 九단     | 196수 흑 2집반승  |      |
| 승자 결승   | 1992년 | 5월 4일   | 이창호 五단     | 유창혁 六단     | 236수 흑 8집반승  |      |
| 패자 준결승 | 1992년 | 5월 4일   | 강훈(大) 七단   | (故)임선근 六단 | 256수 백 11집반승 |      |
| 패자 결승   | 1992년 | 5월 18일  | 유창혁 六단     | 강훈(大) 七단   | 238수 백 불계승   |      |
| 결승 1국    | 1992년 | 6월 1일   | 이창호 五단     | 유창혁 六단     | 143수 흑 불계승   |      |
| 결승 2국    | 1992년 | 6월 15일  | 이창호 五단     | 유창혁 六단     | 200수 백 불계승   |      |
| 결승 3국    | 1992년 | 6월 15일  |                 |                 |                   |      |

## 특이 사항
이창호 五단 통산 2회 우승, 유창혁 六단의 1회 준우승